# Jocul Balena albastră
Jocul Balena albastră (în rusă Синий кит), cunoscut ca „Balena albastră” sau „Provocarea balena albastră”, este un joc răspândit în mediul online începând cu 2016, care vizează copiii și adolescenții. Jocul se desfășoară pe parcursul a 50 de zile în care jucătorul primește o serie de provocări de la un administrator, în cadrul cărora jucătorul trebuind să se automutileze și în final să se sinucidă. 

## Istoric
Pe 22 noiembrie 2015 o adolescentă din Rusia a postat un selfie cu titlul "Nya bye", a doua zi sinucigându-se. Moartea ei a fost discutată pe diverse grupuri de pe rețeaua socială VKontakte din Rusia, la scurt timp după aceasta pe aceleași grupuri apărând multiple povești despre sinucideri ale adolescenților și mențiuni ale unei balene albastre. În aprilie 2016  jurnalista  Galina Mursaliyeva a publicat un articol în ziarul Novaya Gazeta despre aceste  grupuri, pe care le-a numit "grupuri ale morții". Articolul descrie grupurile F57 de pe rețeaua VKontakte, susținând că acestea au cauzat sinuciderea a  130 de adolescenți. La momentul publicării, articolul a fost criticat pentru lipsa dovezilor. Numărul de 130 de morți a fost sugerat de Sergey Pestov, tatăl unuia dintre adolescenți, care a folosit informații din mass media rusă pentru a căuta cazuri de sinucideri, despre care credea că sunt legate de aceste grupuri. Acesta a produs o broșură în care sugerea că serviciile de informații străine erau responsabile pentru încurajarea copiilor ruși să se sinucidă. După investigația realizată de Evgeny Beg pentru Meduza au rezultat cel puțin 200 de sinucideri.
Nu se cunoaște cu exactitate originea numelui "Balena albastră". O ipoteză sugerează că ar veni de la o piesă a trupei de rock Lumen. Piesa începe cu versurile "De ce să țipi/Când nimeni nu te aude/Despre ce vorbim?", referindu-se la o "balenă albastră uriașă" care nu poate să scape dintr-o plasă de pescuit. Altă ipoteză sugerează că se referă la balenele care eșuează pe  plaje și mor.
Jocul a fost identificat pe diferite platforme sociale și este descris ca fiind o "relație" între administrator și jucător, pe o perioadă de 50 de zile în care jucătorul primește sarcini zilnice de la administrator. La început acestea par inofensive (E.g.: trezește-te la 4 dimineața și uite-te la un film horror), continuând cu autoagresiune, în final ducând la sinuciderea participantului.  Alexandra Arkhipova profesor la  Universitatea Rusă de stat pentru Științe Umaniste a identificat admistratorii ca fiind copii cu vârste cuprinse între 12 și 14 ani, atrași de povestea provocării devenită populară, aceasta speriind adulții.
Autoritățile ruse l-au identificat pe Philipp Budeikin ca inventatorul jocului. Acesta a fost reținut  pentru instigarea la sinucidere a 16 adolescente. În închisoare acesta și-a recunoscut crimele, considerându-și victimele "reziduri umane". Conform acestuia: "Există oameni și resturi biologice, care nu reprezintă nicio valoare pentru societate. Eu făceam curat printre noi".
Jucătorul primește de la administrator 50 de sarcini pe care trebuie să le îndeplinească în decurs de 50 de zile. Aceste sarcini trebuie îndeplinite cu discreție și exactitate, administratorul asigurându-se prin pozele primite de la jucător că sarcinile au fost îndeplinite.
Dacă jucătorul nu îndeplinește o sarcină, administratorul va recurge la amenințări și presiuni care pot viza și familia jucătorului.
Lista de sarcini:
1. Scrijelește-ți cu o lamă "f58" pe mână.
2. Trezește-te la ora 4:20 și urmărește clipuri video de groază.
3. Fă-ți trei tăieturi longitudinale pe mână.
4. Desenează o balenă pe o foaie de hârtie.
5. Dacă ești gata să devii o balenă, scrijelește-ți cu o lamă pe picior "da".
6. Sarcină pe care mai întâi va trebui să o descifrezi.
7. Scrijelește-ți cu o lamă "f40" pe mână.
8. Scrie "#sunt o balenă" la status.
9. Va trebui să îți depășești o frică.
10. Trezește-te la ora 4:20 și mergi pe acoperișul unei clădiri.
11. Scrijelește-ți cu o lamă o balenă pe mână.
12. Urmărește clipuri psihedelice și de groază toată ziua.
13. Ascultă melodiile pe care ți le trimite administratorul.
14. Taie-ți buza.
15. Înțeapă-ți mâna cu un ac în repetate rânduri.
16. Fă ceva care îți provoacă durere.
17. Mergi pe cel mai înalt acoperiș pe care îl găsești și stai pe marginea lui.
18. Mergi pe un pod.
19. Urcă-te pe o macara.
20. Administratorul te testează pentru a vedea dacă ești o persoană de încredere.
21. Vorbește cu un alt jucător pe Skype.
22. Așază-te pe marginea unui acoperiș, cu picioarele atârnate în aer.
23. O altă sarcină de descifrat.
24. Sarcină secretă.
25. Întâlnește-te cu un alt jucător.
26. Administratorul îți spune ziua în care vei muri.
27. Trezește-te la 4:20 și mergi să stai pe calea ferată.
28. Nu vorbi cu nimeni toată ziua.
29. Fă-ți jurământul că ești "o balenă".
30. - 49. Trezește-te la  4:20 în fiecare dimineață, urmărește clipurile pe care le primești, fă-ți o tăietură pe corp și vorbește cu un alt jucător.

1. Misiunea este să te sinucizi.

## Impact social
Jocul a avut un impact internațional fiind raportat în mai multe țări: Brazilia, India, China, Italia, etc. O listă detaliată este prezentă pe pagina în limba engleză.
În Romania mai multe incidente au fost atribuite jocului în diverse localități:
- În 2016, o adolescentă din Sibiu s-a sinucis după începerea acestui joc.[necesită citare]

- În Dodești, județul Vaslui un băiat de 13 ani, aflat în plasament la o familie, a fost găsit spânzurat în grajd.[12][13]
- În Lopătari, județul Buzău un elev al liceului teologic a fost cooptat de alt elev să joace jocul.[14]
- În localitatea Hilișeu-Horia din Botoșani, o echipă a direcției de sănătate publică a descoperit 6 elevi cu vârste între 13 și 14 ani, care au recunoscut că au accesat jocul din curiozitate.[15]
- În comuna Bălești din județul Gorj mama unei adolescente de 16 ani a identificat răni pe brațele ei.[16]
- În comuna Șelaru din Dâmbovița 4 eleve cu vârste cuprinse între 12 și 14 ani au fost găsite la controlul de dimineață de către profesori cu balene desenate pe mâini[17]
- În comuna Braniștea din județul Galați 7 elevi de la Școala Gimnazială „Unirea”  au fost găsiți cu tăieturi pe brațe.[18] [19]